# 街頭闘争
街頭闘争（がいとうとうそう）とは、主に学生運動において大学構内ではなく街頭に繰り出す政治運動（いわゆるデモ活動や暴動）を指す。駅前広場を占拠し、ギターで反戦フォークを演奏するなども含む。

## 概要
通常、デモに先立ち、集会がある。集会の場所は、日比谷野外音楽堂や、清水谷公園が有名。
デモでは、機動隊に規制されるため、逮捕者が出る可能性がある。党派によっては、逮捕者が出たときのために、救援対策委員会を結成している。
街頭闘争終了後は、タクシーを何度となく乗り換え、公安捜査員の追尾を振り切らなければならない。公安捜査員が、学生運動家を特定したがっているためである。